# MEGALOVANIA
메갈로바니아(영어: Megalovania)는 토비 폭스가 작사 및 작곡한 노래이다.  2008년 11월 마더 팬사이트의 경연을 위해 개발된 마더 2: 기그의 역습의 롬 해킹인 라디오 할로윈 핵(Radio Halloween Hack)을 위해 처음 작곡되었다. 시모무라 요코가 작곡한 라이브 어 라이브의 Megalomania와 브랜디시 2: 더 플래닛 버스터(Brandish 2: The Planet Buster)의 마지막 보스 음악에서 영감을 받아 롬 해킹의 마지막 보스전을 위해 제작되었으며, 폭스가 "그가 느낀 것이 무엇이든"이라고 소리를 지르며 마이크에 대고 따라하는 방식으로 개발되었다.
이름의 뜻은 과대망상을 의미하는 "Megalomaniac"와 "Transylvania"의 합성어라고 한다. 참고로 라이브 어 라이브의 음악 "Megalomania"도 "Megalomaniac" 이란 단어에서 유래되었다.
몇 년 후, 이 곡은 조렌 드 브루인의 도움을 받아 인터넷 소설 Homestuck의 사운드트랙 "MeGaLoVania"로 리믹스되었으며 2015년 비디오 게임인 언더테일에서도 사용되었다.
이 곡은 엄청난 인기를 얻었고, 유튜브에서 자체 하위장르라고 불릴 정도로 다양한 밈과 리믹스를 생성한 언더테일이 발매되면서 더욱 인기를 끌고 있다. 참고로 언더테일에서 가장 인기가 많은 곡도 메갈로바니아다. 언더테일 버전은 현재 유튜브에서 1억 회가 넘는 조회수를 얻었다.

## 역사
토비 폭스가 처음 만든 게임인 마더 2: 기그의 역습의 ROM 개조판에서 첫 사용되었고, 그 후 웹 코믹인 홈스턱에서 사용되었다. 또 그 후에는 비디오 게임 하이브스왑에 사용되었고, 언더테일에서 샌즈의 전투 테마로 사용되었다. 슈퍼 스매시브라더스 얼티밋에서는 편곡이 되어 쓰였다.

## 인기
이 곡은 샌즈의 전투 테마로 쓰이게 되면서 샌즈가 대중적인 인기를 끌고, 이 곡도 덩달아 인기를 끌었다. 이 곡은 다른 언더테일 곡들과 다르게 D장조이며 전주가 없는 것이 특징이다. 또한 언더테일의 모든 곡들은 서로 프레이즈를 공유하지만 이 곡은 특이하게 독립되어 있다. 즉, 언더테일의 곡들 중에서 유일하게 다른 곡과의 연결점이 없는 곡인 것이다.

## 같이 보기
- 토비 폭스
- 언더테일
- 언더테일의 캐릭터
- 언더테일의 OST